# 우크라이나 정교회
우크라이나 정교회(우크라이나어: Православна церква України)는 우크라이나 소재 독립 동방 정교회이다. 우크라이나에서 가장 비중이 큰 기독교 교단이다. 교회 지도자의 공식 직함은 ‘키이우와 우크라이나 전역의 수도 대주교’(우크라이나어: Митрополит Київський і всієї України)이다.
2018년 12월 15일 러시아 정교회로부터의 완전한 분리·독립을 위하여 우크라이나 정교회 통합위원회에서 키이우 총대주교좌 우크라이나 정교회와 우크라이나 독립 정교회, 모스크바 총대주교좌 우크라이나 정교회의 일부 등 기존의 우크라이나 정교회들을 통폐합하여 설립되었다. 세 교회의 대표자들이 모인 통합위원회는 교회의 지도자로 페레야슬라우흐멜니츠키와 빌라체르크바의 수도 대주교인 예피파니 두멘코를 선출했다. 2019년 1월 5일 터키 이스탄불의 콘스탄티노폴리스 세계총대주교로부터 교회 독립에 관한 토모스를 수여받았다.
우크라이나 독립 정교회의 관할 구역은 우크라이나의 영토 전역이다. 헌장 초안에 의하면, 외국에 있는 우크라이나 정교회 신자들에 대한 사목권은 콘스탄티노폴리스 세계 총대주교청이 갖는다.

## 같이 보기
- 성 미하일 황금 돔 수도원
- 동방 정교회
- 콘스탄티노폴리스 총대주교청
- 미국 우크라이나 정교회
- 캐나다 우크라이나 정교회
- 우크라이나 정교회 시게투마르마치에이 대리구